# Kako je počeo rat na mom otoku (1996.)
Kako je počeo rat na mom otoku hrvatski je film redatelja Vinka Brešana iz 1996. godine po scenariju Vinka i Ive Brešana. Snimljen je u vojarni "Minerska", koja se nalazi u Zablaću nedaleko Šibenika, na samom ulazu u Šibenski kanal nasuprot Utvrdi sv. Nikole.
Svjetka premijera filma održana je 7. kolovoza 1996. na  43. pulskom filmskom festivalu, gdje je osvojio 3 nagrade Zlatna arena za kostimografiju, žensku sporednu ulogu i Veliku zlatnu arenu. U Hrvatska kina počeo se prikazivati 7. studenoga 1996., dok je od veljače 1997. bio dostupan i na VHS izdanju, čiji je izdavač bio "Orfej" HRT. Televizijska premijera prikazana je  21. veljače 1998. godine.

## Sadržaj
Godine 1991. u Hrvatskoj se rasplamsavaju sukobi između legalnih hrvatskih vlasti i Jugoslavenske narodne armije. Povjesničar umjetnosti Blaž Gajski dolazi na mali jadranski otok u pokušaju da izvuče sina, koji je na odsluženju vojnog roka u JNA, iz lokalne vojarne. No zapovjednik vojarne, major Aleksa, prijeti da će dići u zrak skladišta eksploziva u vojarni i time uništiti i pola otoka ako se itko približi. 
Domaće se stanovništvo organiziralo i podiglo pozornicu pred vojarnom, na kojoj izvode danonoćni glazbeno-umjetnički program pokušavajući uvjeriti Aleksu da se preda.

## Glumačka postava
- Vlatko Dulić kao Blaž Gajski
- Ljubomir Kerekeš kao major Aleksa Milosavljević
- Ivan Brkić kao Roko Papak
- Predrag Vušović kao Murko Munita
- Božidar Orešković kao Boris Basić
- Ivica Vidović kao Dante, pjesnik
- Matija Prskalo kao Lucija Milosavljević
- Goran Navojec kao Martin
- Senka Bulić kao Spomenka
- Etta Bortolazzi kao Baba
- Slobodan Milovanović kao Ridikul
- Leon Lučev kao Zoran Gajski
- Rene Bitorajac kao vojnik Albanac
- Mladen Vulić kao vojnik Šćepanović iz Crne Gore
- Goran Malus kao Zoran
- Goran Omašić kao vodnik vezist
- Mario Orešković kao spiker
- Vilim Šoda kao bubnjar
- Ante Mioč kao bilder
- Emilija Živković kao srednjoškolka
- Body Bild Club Vir kao bilderi
- Šibenska narodna glazba kao limena glazba
- Vinko Brešan kao policajc (nekreditiran)

## Glazba
Unutar filma se koriste sljedeće skladbe:
- „Majko stara“, skladatelja Matka Jelavića, autora teksta Zvonimira Stipičića
- „Lutka za bal“, skladatelja Huseina Hasanefendića, autora teksta Jurice Pađena
- „Najljepša si ti“, autora Aleksandra Ujhelyiva
- „Ustani bane“ koju izvodi Drago Mlinarec

## Vanjske poveznice
- Kako je počeo rat na mom otoku u internetskoj bazi filmova IMDb-a
- Kako je počeo rat na mom otoku – Arhivirana inačica izvorne stranice od 26. kolovoza 2007. (Wayback Machine) Film.hr